# 남윤성
남윤성(南潤盛, 1987년 8월 4일 ~ )은 전 KBO 리그 SK 와이번스의 투수이자, 현 KBO 리그 SSG 랜더스의 스카우트이다. 개명 전 이름은 '남윤희'이다.

## 선수 시절

### 미국 프로야구 시절

#### 텍사스 레인저스시절
2006년에 입단하였다.

### 한국 독립야구 시절

#### 고양 원더스시절
2012년에 입단하였다.

### 한국 프로야구 시절

#### SK 와이번스시절
2017년에 입단하였다. 2018년 5월 30일 두산 베어스와의 경기에서 구원 등판하며 데뷔 첫 경기를 치렀고, 경기에서 1이닝 1실점을 기록하였다.

## 야구선수 은퇴 후
2019년부터 SSG 랜더스의 스카우트로 활동한다.

## 출신 학교
- 성동초등학교
- 신일중학교
- 신일고등학교